# 陀兴水库
陀兴水库是中国海南省东方市南部感城镇境内感恩河中游的一座中型水库，是一座以灌溉为主，兼顾防洪、发电和养鱼等综合效益的多年调节水库。
1969年5月开工建设，1977年建成。河床溢流浆砌石重力坝，混凝土护面，最大坝高21米，坝顶高程54米（榆林基准），坝面长度82米，坝顶宽4米，两岸非溢流土坝顶长370米。正常蓄水库容3000万m3，总库容为9900万m3。控制流域面积29km2。百年一遇洪水4000m3/s。输水涵洞支洞出口处设有坝后引水式发电站，装机3 X 1125千瓦，总计3375千瓦，年发电量68万千瓦时。设计灌溉面积2733公顷。现有干渠道长19.6公里（混凝土防渗长7公里），支渠道长38公里（混凝土防渗长22公里），有效灌溉面积1600公顷。库区植被覆盖良好，水土流失程度轻微，水库淤积少，水质符合国家Ⅱ类水标准。
2005年加固工程后，正常蓄水库容5000万m3，坝高54m。该水库作为大广坝灌区陀兴灌溉系统的渠首工程，改扩建工程已于2021年1月全面竣工，坝高64m，总库容达1.42亿立方米，以供水、防洪为主,又兼有发电、灌溉等综合利用效益。灌溉面积扩大到13.01万亩。陀兴水厂改扩建工程建成后由原来的0.8万m3/日供水量提升至2.8万m3/日，覆盖感城镇、板桥镇以及金月湾旅游度假区。
大广坝水利水电二期(灌区)工程陀兴干渠系统那文隧洞工程，2015年5月开工建设，2019年1月24日通过验收并移交东方运行管理。隧洞出口位于江边乡田头村，入口引过来的水将途经感恩河上游汇入陀兴水库，是从昌化江的大广坝库区跨流域调水到感恩河，每年可调水2600万方，解决感恩河下游感城镇和板桥镇的工农业生产用水，实现大广坝灌区工程整体效益的全面发挥，解决感恩河下游当地群众生活用水缺水问题。